# Protoptila palina
Protoptila palina is een schietmot uit de familie Glossosomatidae. De soort komt voor in het Nearctisch gebied.